# Hotel Roger de Flor
L'Hotel Roger de Flor, o la Torre Esteve, és un edifici del municipi de Lloret de Mar (Selva) que forma part de l'Inventari del Patrimoni Arquitectònic de Catalunya. L'Hotel Roger de Flor està ubicat sobre una gran penya o turó orientat de cara el mar, cosa que li proporciona unes magnífiques vistes.

## Descripció
L'Hotel està compost per dues parts ben diferenciades, per una banda hi ha la construcció de factura més antiga; mentre que per l'altra hi ha la part més nova, de factura relativament moderna. La primera construcció és coneguda popularment com la Torre Esteve. En origen era una gran casa senyorial, la qual va ser reconvertida en hotel l'any 1956.
La Torre Esteve és el resultat final de la conjugació i acoblament de tres cossos. Al centre hi ha un cos de dues plantes cobert amb una teulada a dues aigües de vessants a façana. Aquest cos central es troba flanquejat, simultàniament, per dos cossos laterals - un per banda- en format de torretes. Aquestes torretes consten de tres plantes, respectivament, i estan cobertes amb una teulada a quatre aigües.
Dels tres cossos, destaca especialment el central, arran sobretot del magnífic mirador o porxo que posseeix en el primer pis, el qual està constituït per tres grans arcades de mig punt. Es tracta de tres arcades de mig punt irregulars, ja que només la de l'extrem esquerre apareix completament, mentre que les altres dues són totalment irregulars. Així la del centre és la més dispar, ja que tant la de la dreta com la de l'esquerra li envaeixen el seu espai físic. Mentre que la de l'extrem dret apareix parcialment tallada. Les tres arcades descansen sobre quatre columnes de fust llis, coronades amb uns magnífics exemplars de capitells jònics, amb unes volutes molt ben marcades i definides. Al mateix temps, aquestes columnes són suportades per un ampit en forma de balustrada, que simultàniament tanca el porxo per la part frontal.
En la part interna del porxo és on s'acumula tota la riquesa compositiva, com així ho acrediten tant les voltes per aresta ornades amb una decoració molt clara i alegre i sense cap mena de recarregament visual i ornamental; com també els quatre portals els quals reben un emmarcament esgraonat o piramidal, a l'interior dels quals trobem una profusa decoració molt variada a base de ceràmica policromada, conformant uns registres molt alegres i desinhibits en els quals apareixen, sobretot, petites figures relacionades amb l'entorn marí. Tanca la façana en la part superior, un ràfec prominent de fusta sustentat per mènsules i llates de fusta.
De la part més nova de l'Hotel no hi ha gaire a dir. Només comentar que la seva factura és relativament moderna i que a diferència de la Torre Esteve que està ubicada en posició longitudinal, aquest nou cos està ubicat transversalment.